# Lijordet station

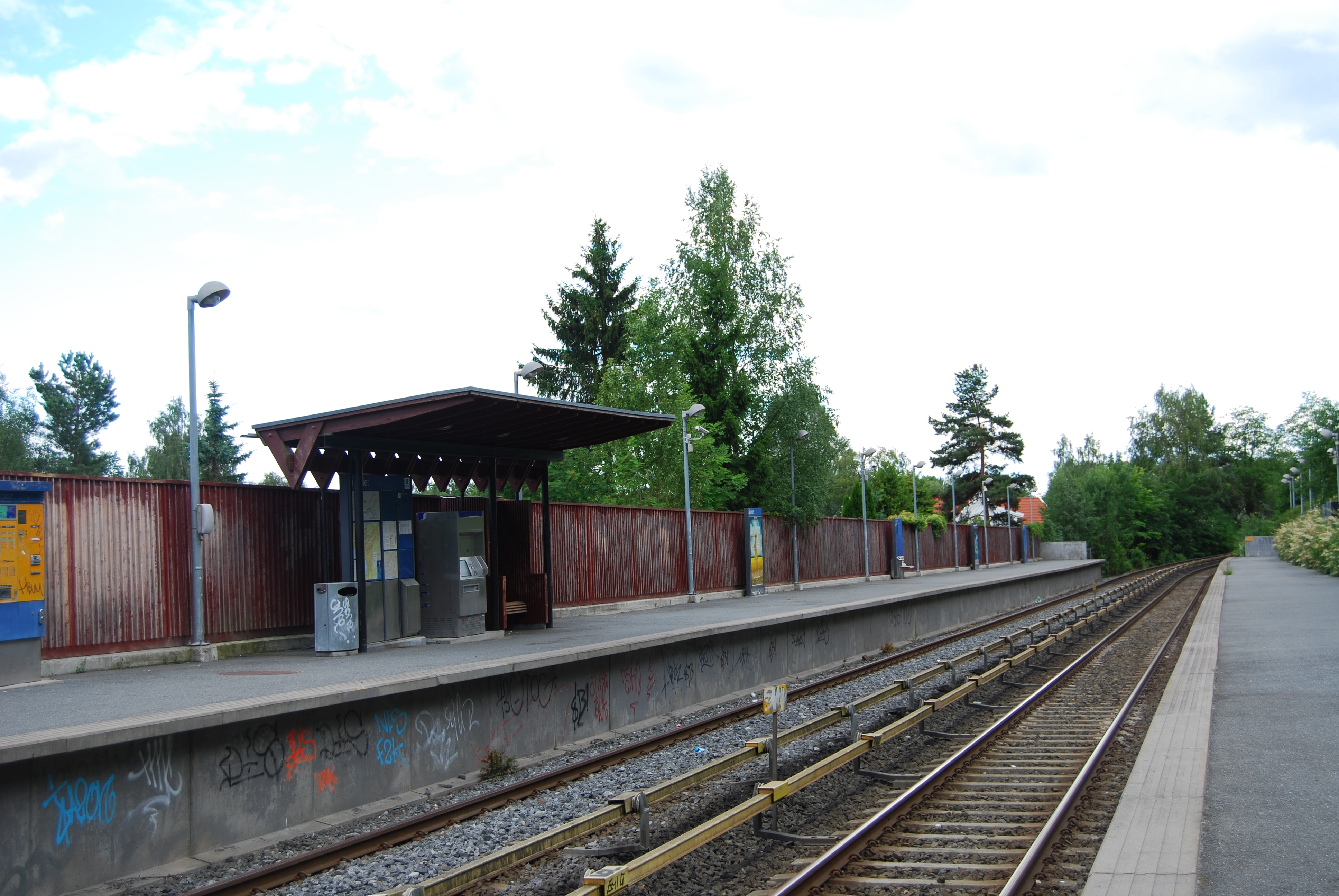
Lijordet station

Lijordet är en av stationerna på tunnelbanelinjen Røabanan i Oslos tunnelbanenät. Stationen öppnades den 3 december 1951 och ligger i Bærums kommun nära Øvrevoll galoppbana.